# Conrad Bain
Conrad Bain (Lethbridge, 4 februari 1923 – Livermore, 14 januari 2013) was een Canadees-Amerikaanse acteur. Hij speelde onder meer Philip Drummond in de televisieserie Diff'rent Strokes en Dr. Arthur Harmon in de serie Maude.

## Loopbaan

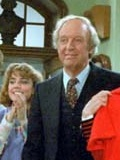
Conrad Bain in 1983 met achter hem Dana Plato

Bain was de zoon van Jean Agnes Young en Stafford Harrison Bain, een verkoper. Hij studeerde aan de Banff School of Fine Arts en trad vervolgens tijdens de Tweede Wereldoorlog in dienst van de Canadian Army. Na de oorlog studeerde hij aan de American Academy of Dramatic Arts, waar zich onder zijn klasgenoten onder meer de acteur Charles Durning en komiek Don Rickles bevonden. Hij naturaliseerde tot Amerikaan in 1946 en studeerde in 1948 af. Na een eerste optreden tijdens het Stratford Shakespeare Festival werd Bain succesvol als toneelacteur; hij trad onder meer op in 1956, in de Broadwayuitvoering van Eugene O'Neill's The Iceman Cometh De recensent van The New York Times schreef dat zijn rol buitengewoon goed gespeeld was. Bain speelde daarnaast in vele andere toneelstukken mee, zoals Candide, Advise and Consent, An Enemy of the People, Uncle Vanya en On Borrowed Time. Op Broadway speelde hij mee in de oorspronkelijke versie van Steambath. Terwijl hij in New York aan het werk was deed hij ook televisieoptredens, onder meer in de soapserie Dark Shadows, waarin hij Mr. Wells tijdens de eerste twee seizoenen speelde. Zijn karakter werd vermoord door weerwolf Chris Jennings, gespeeld door Don Briscoe.
Begin jaren zestig van de twintigste eeuw was Bain een van de belangrijkste oprichters van de Actors Federal Credit Union, waarvan hij benoemd werd tot eerste president. In de jaren zeventig verscheen Bain in New Yorkse films zoals Lovers and Other Strangers en in Woody Allens Bananas; hierna kreeg hij nationale erkenning voor zijn televisiewerk. Bain werd het meest bekend door zijn rollen als Dr. Arthur Harmon, conservatieve vriend van het karakter dat Beatrice Arthur speelde en die haar beste vriendin Vivian trouwde in de televisieserie Maude (19972-1978). Hierna speelde hij de rol van Park Avenue miljonair Phillip Drummond in Diff'rent Strokes (1978-1986), waarin hij twee Afro-Amerikaanse weesjongens adopteerde, Willis en Arnold. In 1979 herhaalde hij deze rol in een aflevering van The Facts of Life en opnieuw samen met Gary Coleman in de laatste aflevering van The Fresh Prince of Bel-Air. Hij overleed in januari 2013 op 89-jarige leeftijd in een rusthuis in Californië.

## Filmografie
- 1996: The Fresh Prince of Bel-Air .... Philip Drummond (1 aflevering, 1996)
- 1992: The Adventures of The Black Stallion ...Racing Legend (1 aflevering, 1992)
- 1990: Postcards from the Edge .... Grandpa
- 1988: Mr. President .... Charlie Ross (24 afleveringen, 1987–1988)
- 1985: The Love Boat .... Charles Custers / ... (3 episodes, 1978–1985)
- 1981: Child Bride of Short Creek (TV) .... Frank King
- 1979: C.H.O.M.P.S. .... Ralph Norton
- 1979: The Facts of Life .... Philip Drummond (1 aflevering, 1979)
- 1979: A Pleasure Doing Business .... Herb
- 1978: Grandpa Goes to Washington .... Robert Green (1 aflevering, 1978)
- 1978: The Waverly Wonders .... Tate Sr. (1 aflevering, 1978)
- 1978: Diff'rent Strokes .... Philip Drummond (189 afleveringen, 1978–1986)
- 1972: Maude .... Dr. Arthur Harmon (118 afleveringen, 1972–1978)
- 1975: Twigs (TV) .... Swede
- 1972: Up the Sandbox .... Dr. Gordon
- 1972: A Fan's Notes .... Poppy
- 1971: Who Killed Mary What's 'Er Name? .... Val
- 1971: The Anderson Tapes .... Dr. Rubicoff
- 1971: Bananas .... Semple
- 1971: Jump .... Lester Jump
- 1971: Men of Crisis: The Harvey Wallinger Story (TV)
- 1970: The Edge of Night TV series .... Dr. Charles Weldon #1 (onbekende afleveringen, 1970)
- 1970: I Never Sang for My Father .... Rev. Sam Pell
- 1970: Lovers and Other Strangers (uncredited) .... Priest in confessional
- 1969: Last Summer (uncredited) .... Sidney
- 1966: Dark Shadows .... Hotel Clerk / ... (4 afleveringen, 1966–1968)
- 1968: Coogan's Bluff .... Madison Avenue Man
- 1968: Star! (uncredited) .... Second Salesman at Cartier's
- 1968: A Lovely Way to Die .... James Lawrence
- 1968: Madigan .... Hotel clerk
- 1967: N.Y.P.D. .... Manager (1 episode, 1967)
- 1967: The Borgia Stick (TV) .... Lawyer
- 1965: The Trials of O'Brien .... District Attorney (1 aflevering, 1965)
- 1961: The Defenders (1 aflevering, 1961)
- 1956: Studio One .... Evans (1 aflevering, 1956)
- 1952: Studio One .... Dr. Caldwell (1 aflevering, 1952)

- Biblioteca Nacional de España: XX863249
- Bibliothèque nationale de France: cb14152155z (data)
- International Standard Name Identifier: 0000 0001 1471 4934
- Library of Congress Control Number: no2007055634
- Système universitaire de documentation: 171977653
- Virtual International Authority File: 44508054
- WorldCat: E39PBJfh6hTFmJqPbcg7KMdYT3